# Mchov
Mchov je malá vesnice, část obce Staré Sedliště v okrese Tachov v Plzeňském kraji. Nachází se asi 2,5 kilometru jihovýchodně od Starého Sedliště. Prochází zde dálnice D5. Je zde evidováno 26 adres. V roce 2011 zde trvale žilo 40 obyvatel.
Mchov je také název katastrálního území o rozloze 4,08 km².

## Historie
První písemná zmínka o vesnici pochází z roku 1456.

## Obyvatelstvo
| Rok            | 1869 | 1880 | 1890 | 1900 | 1910 | 1921 | 1930 | 1950 | 1961 | 1970 | 1980 | 1991 | 2001 | 2011 | 2021 |
| -------------- | ---- | ---- | ---- | ---- | ---- | ---- | ---- | ---- | ---- | ---- | ---- | ---- | ---- | ---- | ---- |
| Počet obyvatel | 211  | 209  | 227  | 226  | 207  | 203  | 200  | 111  | 98   | 91   | 70   | 29   | 27   | 40   | 42   |
| Počet domů     | 40   | 43   | 44   | 44   | 41   | 40   | 41   | 38   | 23   | 21   | 18   | 16   | 17   | 17   | 19   |

## Obecní správa
Při sčítání lidu v letech 1850–1963 Mchov byl samostatnou obcí v okrese Tachov. Od roku 1964 je částí obce Staré Sedliště v okrese Tachov.

## Pamětihodnosti
- Socha svatého Jana Nepomuckého